# Liste der Naturdenkmale in Berkoth
Die Liste der Naturdenkmale in Berkoth nennt die im Gemeindegebiet von Berkoth ausgewiesenen Naturdenkmale (Stand 4. April 2024).

## Naturdenkmale
| Nr.         | Bezeichnung                 | Lage                                          | Beschreibung | Bild                                    |
| ----------- | --------------------------- | --------------------------------------------- | --- | --------------------------------------- |
| ND-7232-489 | Drei Eichen beim Haus Bretz | Burscheid, Burscheider Straße, bei Nr. 1 Lage | Quercus sp., drei Bäume; einer davon um 1750 gepflanzt, 18 m hoch bei 3,8 m Brusthöhenumfang und 14 m Kronendurchmesser | Direkt Bild zu diesem Denkmal hochladen |